# Линда Зечири
Линда Зечири е българска национална състезателка по бадминтон. Състезателка е на БК „Академик“, играе с лява ръка.
През 2005 г. печели бронзов медал на европейското първенство за девойки.
Шампионка е на Откритото първенство на България по бадминтон през 2006 г., след отказ на Петя Неделчева поради контузия. През 2009 г. е вицешампионка.
През май 2008 г. печели Откритото първенство на Словения. През октомври същата година постига най-значимия успех в кариерата си, като играе на финала на Откритото първенство на Холандия в Алмере от сериите Гран при с награден фонд $50 000.През ноември 2008 г. достига до полуфинал на турнир в Дъблин, но губи след оспорван мач с 1 – 2 гейма.
Най-високото ѝ класиране в световната ранглиста по бадминтон е 26 място (март 2011 г.).
През април 2012 г. Зечири печели бронзовия медал от първенството на Европа в Карлскруна, Швеция.